# Barmen
Barmen war bis zu seiner Vereinigung im Jahr 1929 mit vier anderen Städten zum heutigen Wuppertal eine Großstadt im östlichen Rheinland. Heute erstreckt sich Barmen als nordöstlicher Teil Wuppertals auf die Stadtbezirke Barmen, Heckinghausen und Oberbarmen. Das westfälische Langerfeld, vormals Gemeinde im Kreis Schwelm, heute der östliche Teil des Wuppertaler Stadtbezirks Langerfeld-Beyenburg, gehörte ab 1922 ebenfalls zur Stadt Barmen, ebenso das Westfalen zugehörige Nächstebreck mit vereinzelten Eingemeindungen aus der Stadt Sprockhövel.

## Geschichte

### Besiedlung, Frühmittelalter

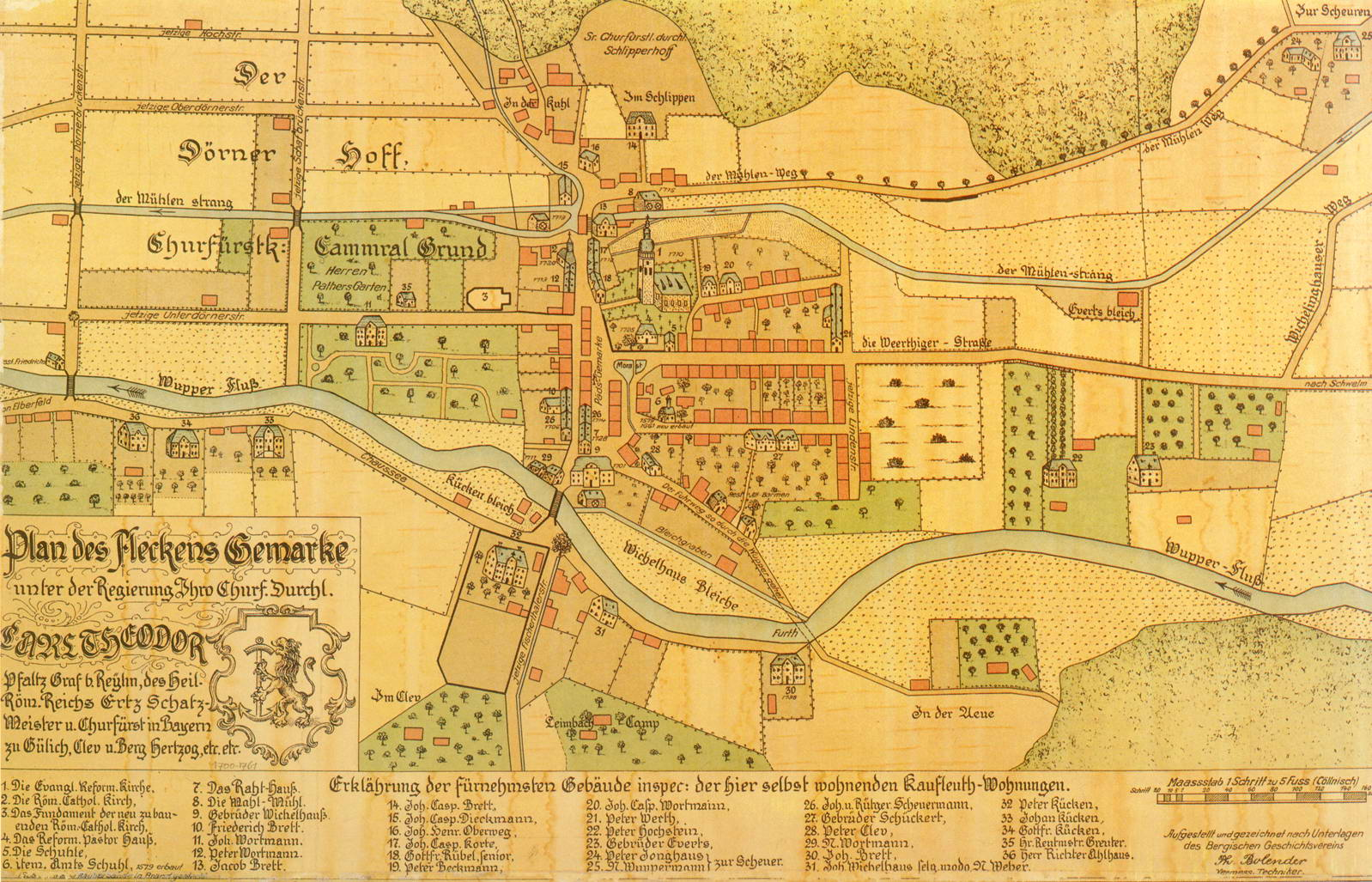
Barmen-Gemarke auf einer Karte von 1761

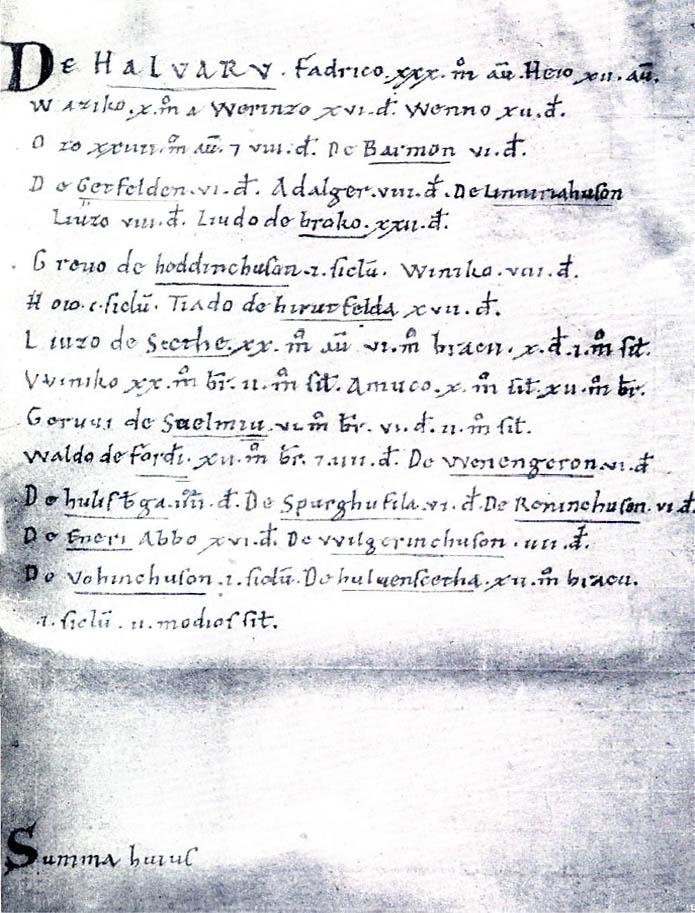
Urkunde der Erstnennung im Jahr 1070

Ab dem 7. Jahrhundert erfolgte die relativ späte und spärliche Besiedelung des überwiegend bewaldeten Wupperraums durch altgermanische Volksstämme (möglicherweise Brukterer). Belegt wird diese Besiedlung durch dafür typische Ortsnamen, die auf -inghausen enden: Wichlinghausen (früher Wichmaringhausen = Haus der Sippe des Wichmars) und Heckinghausen (Haus der Sippe des Heckos). Spätestens ab dem 8. oder 9. Jahrhundert folgten rheinfränkische Rodungen und Siedlungsgründungen nach, die ebenfalls anhand von Ortsnamensbestandteilen festgemacht werden können. Nach neueren Forschungen ging diese fränkische Besiedlung möglicherweise vom Werdener Fronhof in Schwelm aus, das spätestens ab dem 11. Jahrhundert Zentrum eines Kirchspiels und eines fast deckungsgleichen Gogerichtsbezirks war. Die Region war lange Zeit Grenzgebiet zwischen dem Fränkischen Reich und dem Einflussgebiet der Sachsen, was neben den im Vergleich zur Rheinebene unwirtlicheren landwirtschaftlichen Bedingungen größere Siedlungsstrukturen verhinderte.

### Frühe Besitzverhältnisse in Barmen, urkundliche Ersterwähnungen
Ab dem 10. Jahrhundert ist das Gebiet Teil des zwischen Rhein, Ruhr und Wupper gelegenen, von der neueren Forschung Duisburg-Kaiserswerther Grafschaft genannten Bezirks, der im Besitz der Nachfahren der Ezzonen war. Diese besaßen im Barmer Gebiet aller Wahrscheinlichkeit bereits zu dieser Zeit daher dort auch Allode. Der Name Barmen wurde vermutlich 1070 das erste Mal als Barmon in einer Abgabenliste der Abtei Werden urkundlich erwähnt, wobei der später in die Stadt Barmen eingemeindete Hof Einern bereits seit 1050 beurkundet ist. Nach neueren Forschungen könnte sich das Barmon dieser Urkunde möglicherweise aber auch auf einen Hof bei Hiddinghausen beziehen.
Um 1150 findet eine erste Erwähnung der Höfe Bruoke (Bruch) und Horehuson (Haarhausen) statt, die dem Werdener Oberhof Schöpplenberg Abgaben zu entrichten hatten. 1220 finden sechs Höfe in und bei Braken (Bracken) Erwähnung.
Graf Ludwig von Ravensberg, einer der oben erwähnten Nachfahren der Ezzonen, war im 13. Jahrhundert Besitzer eines Verbands von Höfen auf Barmer Gebiet, wobei sich hier neben dem Ravensberger Besitztum auch Höfe und Höfeverbände mit anderen Besitzern (u. a. Abtei Werden) oder Freihöfe befanden. 1244 gingen diese Ravensberger Höfe auf Barmer Gebiet aus dem Allodialbesitz der Ravensberger in den der Grafen von Berg unter Graf Heinrich IV. über. In der dazugehörigen Vertragsurkunde, welche die zweite urkundliche Erwähnung Barmens ist (bzw. die erste, falls die Urkunde von 1070 nicht Barmen meint), wird dieser Besitz als Bona de Barme („Güter in Barmen“) bezeichnet. Der Oberhof dieser Villikation war vermutlich der Sehlhof. Im gleichen Jahr erwähnen Urkunden in Brabanter Klöstern einen Ridderhoff to Kimnah (Kemna) und Ridderhoff to Ruwendael (Rauental).
Barmen war also zunächst die Sammelbezeichnung für ein Gebiet, das aus einem lockeren Verbund von Höfeverbänden, Einzelhöfen und Siedlungsplätzen bestand, das jedoch nicht territorial einer Herrschaft unterstand, sondern je nach Hof oder Höfeverband weltlicher oder geistlicher Allodialbesitz waren, oder Freibauern gehörten. Der Hof Wichlinghausen war z. B. der Oberhof eines Wichlinghauser Höfeverbands, der 1384 von den Grafen von der Mark von der Familie von Kappeln erworben wurde, die ihrerseits den Besitz vor 1245 von den Grafen von Ravensberg erlangt haben müssen.

### Die Barmer Landwehr als Trennlinie
Mitten durch Barmen verlief auf der Linie Leimbach/Fischertaler Bach die Grenze des kurkölnischen Kirchspiels Schwelm und des ebenfalls kurkölnischen Kirchspiels Hilden (ab 1300 dem davon abgespalteten Kirchspiel Elberfeld). Zugleich schied diese Grenze ab dem 9./10. Jahrhundert das Dekanat Lüdenscheid vom Dekanat Neuss sowie die beiden Gogerichtsbezirke Schwelm und Elberfeld. Diese Grenze besteht heute indirekt noch in der Trennlinie zwischen Oberbarmen und Unterbarmen (auch Niederbarmen genannt). Diese Grenze war im Spätmittelalter durch eine Landwehr gesichert, die von Horath (Sprockhövel, Wuppertal) über Hatzfeld, entlang den Bächen Leimbach und Fischertaler Bach und über den Scharpenacker Berg an Laaken vorbei bis zur Burg Beyenburg verlief, noch im 16. Jahrhundert in Teilen beschrieben wird und deren wenige Reste heute als Bodendenkmal unter Schutz gestellt sind. Die Entstehungszeit und der Zweck dieser Landwehr ist in der Forschung umstritten. Justus Bockemühl nimmt z. B. einen Ursprung im 10. Jahrhundert als Sicherung der Dekanatsgrenze an, andere Forscher sehen eher einen spätmittelalterlichen Ursprung infolge der bergisch/märkischen Territorialbildung an.

### Etymologische Deutung des Namens Barmen
Der Name Barmen steht laut einigen Forschern etymologisch in Zusammenhang mit dieser Landwehr. So wird der Name als Wall / Erdhaufen gedeutet. Der altsächsische Wortstamm Berm, Barm findet sich auch im Begriff Heubarme (Heuhaufen) wieder, so dass hier mit Bona de Barme von den Höfen am Erdwall die Rede sein könnte. Bockemühl deutet die Etymologie anders: Ahd. brama; mhd. brame = Dornstrauch (vgl. Brombeere; engl. broom) wurde nach einer Lautumstellung zu Barme (vgl. auch analog Bronnen (Brunnen) zu Born). Eine Dornenhecke ist ebenfalls integraler Bestandteil einer Landwehr und der spätere bergische Oberhof Dörner Hof wurde ebenfalls aufgrund seiner Lage an dieser Landwehr und deren Dornenhecke so benannt.
Der altsächsische Wortstamm Berm oder Barm lässt aber auch andere Deutungen zu. So ist das Wort Berme ein ebenes Stück oder eine Trasse in der Böschung eines Dammwerkes oder eines Walls oder an einem Hang. Sie kann die Böschung in diverse Abschnitte teilen. Das Tal der Wupper war seit Menschengedenken eher ein beschwerlicher Durchzugkorridor vom Rhein in den Osten und umgekehrt.
Die Hanglagen oberhalb der Wupper zwischen Unter- und Oberbarmen waren nicht gut begehbar, da sie häufig abschüssig waren. Dafür war die Herrichtung eines Wegenetzes nötig, das dem Rechnung trug. Die Wortstämme stehen auch für eine Grabenkante oder eine Deichstufe, die von Fahrzeugen genutzt wurde. Die Ortsbezeichnung Barmstedt geht zurück auf eine Bildung aus dem niederfränkischen oder niederdeutschen barm für Erhebung, Anhöhe oder (Erd) Anhäufung und barm bedeutet in einer älteren Form auch Stadt oder Siedlung. Frühe Siedlungszentren lagen bevorzugt auf Anhöhen und Deutungen zu dem erhöht liegenden Ort Barum besagen „Siedlung auf der Anhöhe“. Alte Bezeichnungen für Barum lauten auch: 1290 Berne, 1304 Barem, 1305 Barme, 1319 Barme, 1339 Barme, 1344 Barem, 1344 barme, 1348 Barum, 1354 Barem, 1366 Barum Barme, 1384 Barem.
Im Braunkohletagebau oder in der Forst- und Landwirtschaft wird heute noch die Bezeichnung „Berme“ verwendet, womit ein Hangweg mit Gegengefälle zwecks Wasserableitung bezeichnet wird und der den Erddruck auf den Fuß der Böschung reduzieren und den Hang so auch rechts und links der Wupper standsicher machen sollte. Man könnte in etwa gesagt haben: „Folge dem Weg längs der Barmen neben der Wupper und du erreichst die Siedlung auf der Anhöhe.“

### Gerichtsbarkeit
Barmen mit seinen beiden Teilen Ober- und Unterbarmen gehörte im Spätmittelalter zum Bereich der Freigrafschaft Volmarstein, deren Freistühle bis in das 15. Jahrhundert nicht den Gerichtsbarkeiten der bergischen oder märkischen Allodial- und Territorialbesitzer unterstanden. Dies unterstreicht zusätzlich die Inhomogenität Barmens, das erst sukzessive ab dem 14. Jahrhundert zu einer territorialen Einheit fand. Die Außengrenze der Freigrafschaft Volmarstein, die in etwa deckungsgleich mit den beiden Gogerichten Schwelm und Hagen war, findet sich ausweislich einer aus dem 16. Jahrhundert stammenden Abschrift der Grenzbeschreibung noch heute exakt in der Stadtteilgrenze zwischen Barmen und Elberfeld wieder und war ebenfalls durch eine Landwehr (Elberfelder Landwehr genannt) gesichert. Das gleichzeitige, konkurrierende Vorhandensein von Freigrafschaft und Gogericht resultierte aus der Grenzlage zum fränkischen und sächsischen Kulturraum, in denen das überlieferte altgermanische Rechtssystem jeweils eine andere Entwicklung nahm und im Hoch- und Spätmittelalter zu konkurrierenden formalen Strukturen führte.

### Territorialbildung, Übergang in bergischen Besitz
Die bergischen und märkischen Grafen emanzipierten sich ab dem 13. Jahrhundert von dem Status des Dienstadels und der Vögte des Kölner Erzbischofs und begannen eigene Territorien aufzubauen.
Zwischen 1300 und 1324 annektierten die Grafen von der Mark das Kirchspiel Schwelm und somit den Osten von Barmen mit den Gebieten bei Wichlinghausen, Heckinghausen und Nächstebreck von Kurköln. Die Grundherrschaft über einzelne Höfe im von Mark annektierten Gebiet gehörte aber seit dem Erwerb der Güter in Barmen 1245 mehrheitlich den Grafen von Berg – andere Höfe in Unterbarmen, die zum Höfeverband Wichlinghausen gehörten, waren später im Gegenzug trotz territorialer Zugehörigkeit zur Grafschaft Berg den Grafen von Mark verpflichtet, was zu unterschiedlichen Abgabenansprüchen und Gerichtsbarkeiten innerhalb der bergischen und märkischen Einflusssphären führte. Kirchlich waren auch die bergischen Höfe in Oberbarmen der märkischen Pfarrei in Schwelm verpflichtet, nicht der bergischen in Hilden (später der in Elberfeld), was mit umgekehrten Vorzeichen natürlich auch für die märkischen Höfe in Unterbarmen galt.
Ab Beginn des 14. Jahrhunderts machten auch die bergischen Grafen, die 1380 zu Herzögen ernannt wurden, nach ihren militärischen Erfolgen gegen den Kölner Erzbischof 1288 in der Schlacht von Worringen und einer weiteren Auseinandersetzung im Jahr 1306 zunehmend auf Kosten Kurkölns territoriale Ansprüche an der mittleren Wupper geltend, die sich durch die Gründung des Amtes Beyenburg zwischen 1363 und 1399 und der Zuordnung Unterbarmens zu dem Amt manifestierten. 1397 versuchte Wilhelm II. von Berg Ansprüche an seine Neffen Adolf von Kleve und Dietrich II. von der Mark geltend zu machen. Er unterlag in der Schlacht von Kleverhamm seinen Neffen und wurde gefangen genommen. Um die gewaltige Summe von 3.000 Goldschilde zur Freilassung aufbringen zu können, verpfändete er 1399 große Teile seines Besitzes an die Sieger, darunter die Burg Elberfeld und das Amt Beyenburg mit Barmen. Durch die Pfandurkunde von 1399 wird auch erstmals die Verwaltungszugehörigkeit der bergischen Höfe Barmens zum bergischen Amt Beyenburg deutlich.
Die drei Söhne des Wilhelm II. von Berg, Adolf, Gerhard und Wilhelm, fanden sich mit dem Verlust nicht ab, besetzten das väterliche Schloss in Düsseldorf, entmachteten temporär ihren Vater und begannen eine militärische Auseinandersetzung mit ihren märkischen Vettern. Nach dem Tod Dietrichs II. von der Mark vermutlich während der Belagerung der Burg Elberfeld konnten sich die Bergischen durchsetzen, erhielten vermutlich schon kurz nach 1399 (spätestens 1420 war das Amt Beyenburg mit Barmen wieder bergisch) ihr Unterbarmer Besitztum zurück und dehnten ihren Territorialbesitz darüber hinaus auch auf den bisher märkischen Teil Barmens (Oberbarmen) aus. Ob dieser Zugewinn auf Kosten Marks durch militärische Gewalt oder durch eine vertragliche Einigung stattfand, ist nicht überliefert. Ab 1420 verlagerte sich die Grenze des bergisch beherrschten Territoriums jedenfalls nach Osten zum Bach Schellenbeck, wo von einigen Forschen wie Gerd Helbeck ebenfalls Spuren einer das Territorium nun sichernden Landwehr angenommen werden. Damit war die Territorialbildung in Barmen abgeschlossen, dass nun als Teil des Amts Beyenburgs bergisch wurde und bis zur Ämterauflösung 1806 auch blieb.

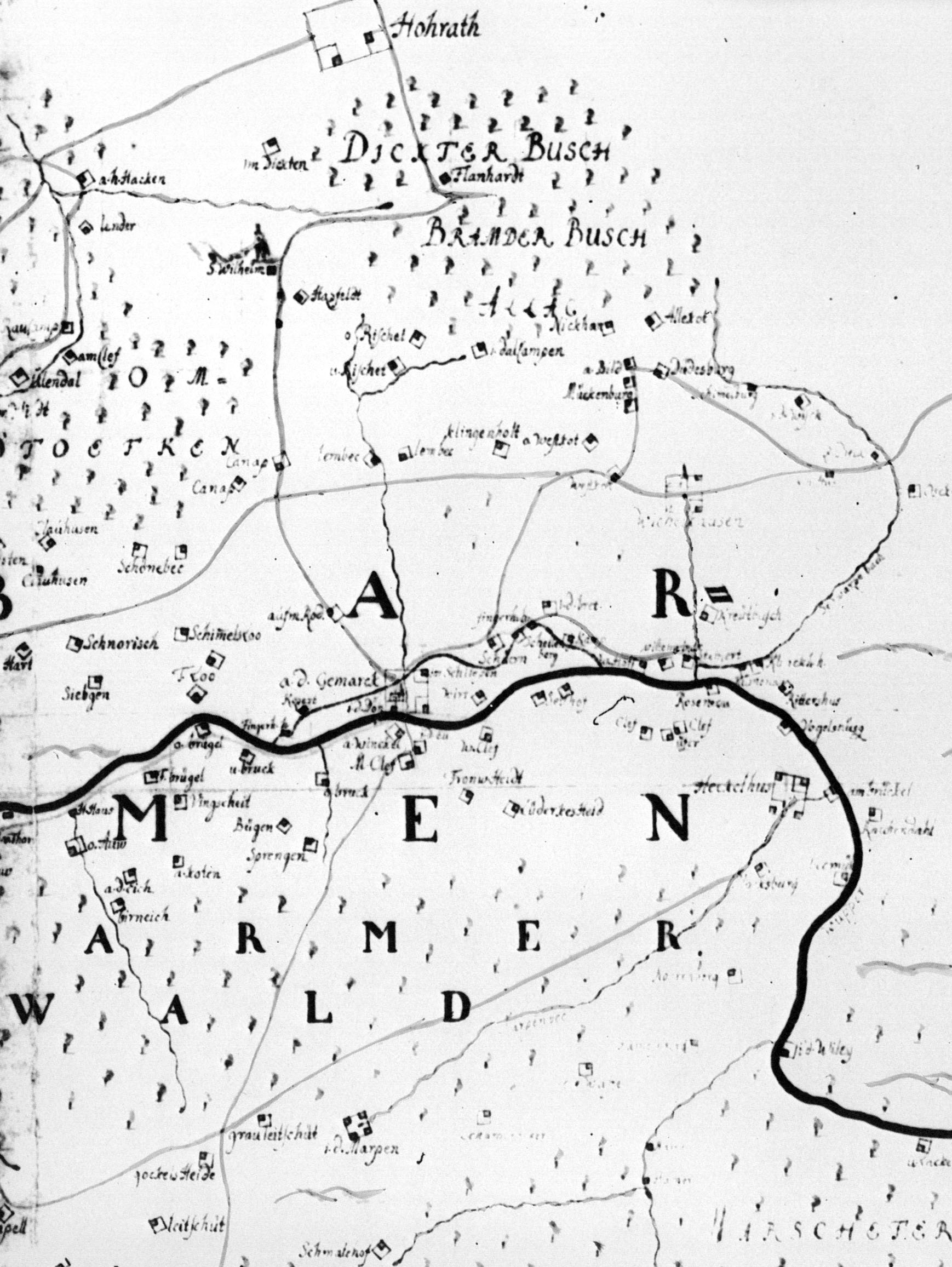
Karte der Hofschaften im Gebiet des heutigen Barmen von Erich Philipp Ploennies (1715)

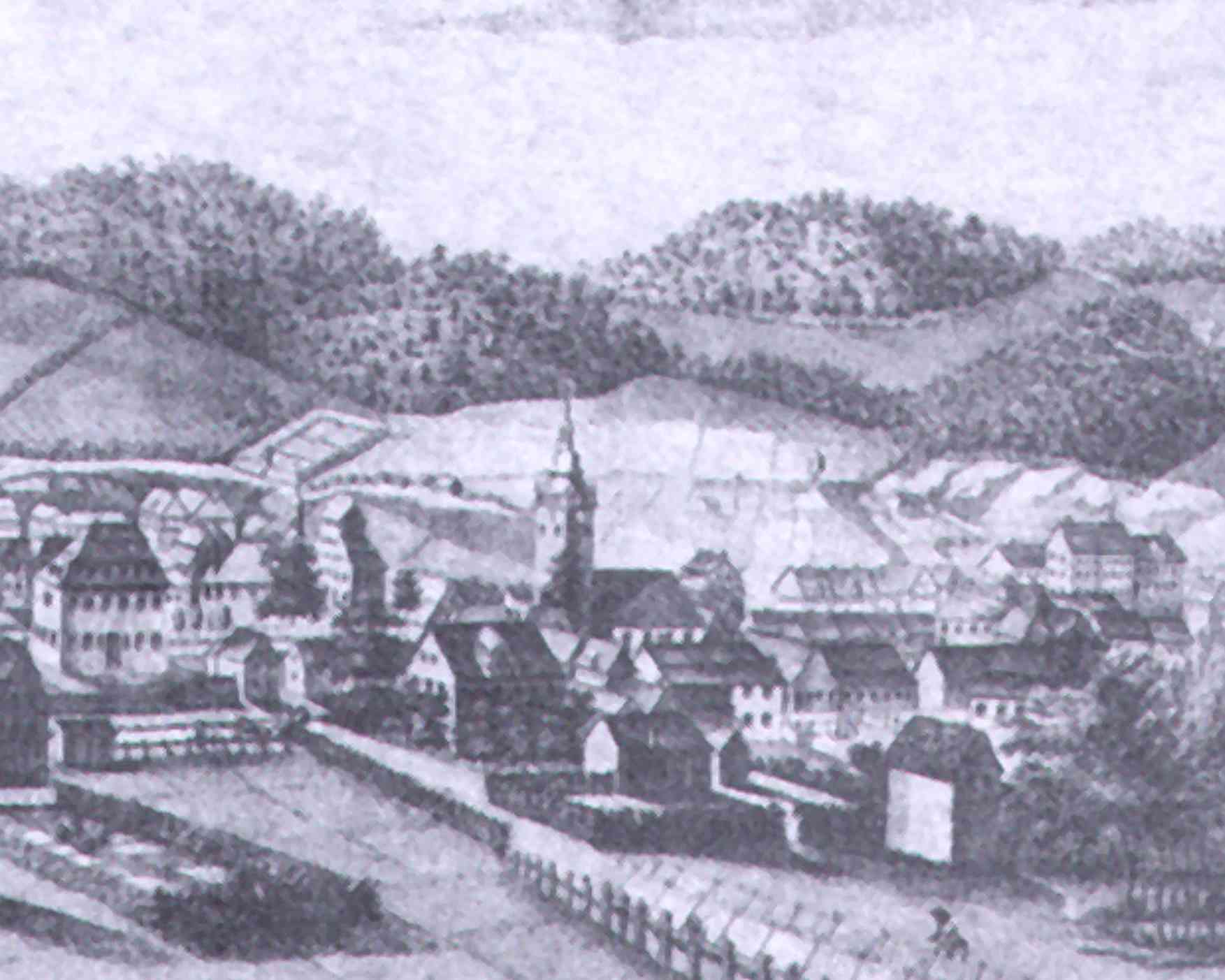
Barmen-Gemarke, Kupferstich 1788 (Ausschnitt)

Die beiden Barmer Höfeverbände (der Bergische unter dem Sehlhof und der märkische unter dem Wichlinghauser Hof) sowie die geistlichen Güter wurden nun zu der bergischen Bauerschaft Barmen zusammengefasst. Als Haupthof wird nun der Dörner Hof (oder auch Haus Barmen) im Tal der Wupper an der alten Landwehr (vergleiche die heutigen Straßennamen Ober- und Unterdörnen) genannt. Die umgebenden Höfe, auch der alte Sehlhof und der Wichlinghauser Hof, waren nun dessen Lehnshöfe. Die Bauerschaft war für die Verwaltung der Abgaben an die bergischen Landesherren eingerichtet worden und umfasste alle Barmer Höfe, unabhängig von ihrem jeweiligen Besitzer. Ausgenommen waren nur freie Sattelgüter wie z. B. Kemna oder Rauental.
Von den alten Höfeverbänden sind zwei undatierte Weistümer überliefert. Die Weistümer entstanden vermutlich nach der Etablierung der Territorialherrschaft, als die Bauern gezwungen waren, zur Abwehr von landesherrschaftlichen Rechtsansprüchen ihre traditionellen, mündlich überlieferten Hofrechte schriftlich festzulegen. Aus gutem Grund wurden die Weistümer nicht datiert, damit diese Hofrechte „als seit Alters her gültig“ nicht in Frage gestellt wurden. Da nur (ständig den aktuellen Gegebenheiten angepasste) Abschriften des 17. Jahrhunderts existieren, kann über das genaue Alter der Weistümer keine Aussage getroffen werden.

### Die Beyenburger Amtsrechnung von 1466: Die erste Übersicht der Barmer Höfe
Laut der Beyenburger Amtsrechnung (Rentmeistereirechnung) von 1466, der ersten umfassenden datierten Liste der Barmer Wohnplätze, sind zu dieser Zeit 19 geldabgabepflichtige Wohnplätze in Barmen belegt, sich wiederum in 40 Vollhöfe und 22 Kotten unterteilten.
Zu den Vollhöfen mit hoher Abgabenlast zählen Werther Hof (ungeteilter Hof), zwei der drei Loher Höfe, Riddershof (ungeteilter Hof), die zwei Carnaper Höfe, einen der zwei Auer Höfe, zwei der drei Leimbacher Höfe, die zwei Lichtenscheider Höfe, einen der zwei Wuppermannshöfe, die drei Clauhausener Höfe, einen der zwei Riescheider Höfe, Wülfinger Hof (ungeteilter Hof), einen der zwei Brucher Höfe und die drei Brügeler Höfe.
Die Vollhöfe mit geringerer Abgabenlast (und damit Größe) umfassen einen der zwei Auer Höfe, einen der drei Loher Höfe, einen der drei Leimbacher Höfe, einen der zwei Riescheider Höfe, einen der zwei Wuppermannshöfe und einen der zwei Brucherhöfe, weiterhin den Hof zur Furt, zwei Westkotter Höfe, vier Heckinghauser Höfe, fünf Clever Höfe, Fettehenne und vier Wichlinghauser Höfe.
Diese Höfe stellten als Vollhöfe auch die Schöffen des Hofesgericht. Neben den Vollhöfen gab es die Kotten Bockmoelen, zwei Höfe am Cleff, zwei Heidter Kotten, der Sehlhof, Oberster Bruch, Im Springen, Fingscheid, Zum Kotten, Barendahl, Kapellen, Gockelsheid, Schwaffers Kotten, In der Marpen, Im Dickten, der Kotten in der Leimbach, Dahl, Hatzfeld, Klinkholt, Bredde und Scheuren, die ebenfalls Geldzahlungen zu leisten hatten.
Die Amtsrechnung umfasst nicht den Dörner Hof oder Haus Barmen, der als Oberhof die Abgaben der Höfe und Kotten einsammelte und daher nicht selbst in der Abgabenliste erscheint. Weitere dort nur mit Naturalabgaben belastete Barmer Höfe und Kotten waren Westen, Schönebeck, Kemna, Bredde, Norrenberg, Scheuermannshof, Krühbusch, Eckbrock und Winkelmannshof.
Auf Barmer Gebiet lagen zudem noch weitere Höfe und Kotten, die nicht in der Amtsrechnung erscheinen, da sie keine Allode der bergischen Herzöge waren oder ihnen Abgaben leisten zu hatten. Dazu zählen Allenkotten und Nickhorn, die dem Höfeverband Einern des Klosters Werden angehörten und Rauental, das den Herren zu Rauenthal gehörte.

### Reformation, Dreißigjähriger Krieg
1519 fand der lutherische Glaube Einzug in Barmen.
Nach einer Hofesliste von 1641 gründeten sich bis dahin weitere Höfe: Bireneichen, Lattmorgen, Schlipperhof, Unter den Eichen, Vor der Hardt, Schimmelsburg, Kamp und Rauenwerth.
Während des Dreißigjährigen Krieges wurde Barmen im Jahr 1634 zwecks gerechter Verteilung der einquartierten schwedischen Truppen auf die Höfe in Rotten eingeteilt, die bis in die nach-napoleonische Zeit Bestand hatten. Den Rotten stand ein Rottmeister vor. Die Rotten waren: Clauser Rotte (später Wester Rotte genannt), Loher Rotter, Leimbach Rotte (später spaltete sich die Hatzfelder Rotte ab), Westkotter Rotte, Wichelhauser Rotte, Wülfinger Rotten (mit Rittershaus), Clever Rotte (in Ober- und Unterclever Rotte unterteilt), Brucher Rotte, Auer Rotte (später spaltete sich die Haspeler Rotte ab), Höchster Rotte und Gemarker Rotte (die sich in Scheurer Rotte, Werther Rotte und zwei kleinere Gemarker Rotten aufspaltete). Später kam die aus dem Dörner Hof entstandene Dörner Rotte dazu.

### Siedlungsverdichtung in der Gemarke
Nahe dem Dörner Hof stand an einem Seitenarm der Wupper eine Wassermühle, die als herzogliche Bannmühle von den Barmer Höfen genutzt werden musste. Der Seitenarm besteht als fast vollständig verdolter Mühlengraben noch heute. Über Jahrhunderte bestand in Barmen keine nennenswerte städtische Siedlung, die Zahl der Höfe erhöhte sich bis 1706 auf 51. In diesem Jahr teilte der inzwischen herrschende Kurfürst Johann Wilhelm von der Pfalz das Gebiet auf und versteigerte die einzelnen Grundstücke. Der Gemeinde überließ er die „Gemarke“ um den alten Herrenhof, der später Kern des städtischen Zentrums von Barmen, eben Barmen-Gemarke (heute etwa im Bereich der Quartiere Barmen-Mitte und Friedrich-Engels-Allee) wurde. Auch um andere Höfe hatten sich kleine Siedlungen gebildet, so beispielsweise Heckinghausen oder Rittershausen.

### Gründung einer eigenen Kirchengemeinde
1702 wurde in der Gemarke eine eigene reformierte Gemeinde gegründet. Von 1710 bis 1714 wurde die erste Gemarker Kirche errichtet. Nach vielen hundert Jahren musste der Kirchgang nun nicht mehr nach Schwelm führen.
1709 lebten in Barmen 476 Familien, also gut 2.000 Einwohner. Die Bevölkerung stieg im 18. Jahrhundert beträchtlich durch das aufkommende Bleicher- und Garnweber-Gewerbe. Gemarke wurde allmählich zum Dorf, das allerdings im Gegensatz zum benachbarten Elberfeld nie durch eine Befestigungsanlage gesichert war und bis zum 19. Jahrhundert keine Freiheits- bzw. Stadtrechte besaß. Dies mag ein Grund sein, warum sich der geografische Oberbegriff „Barmen“ für das Konglomerat von Einzelhöfen und Dorf über die Jahrhunderte halten konnte.

### Industrialisierung
Bestand schon in der frühen Neuzeit eine umfangreiche protoindustrielle Fertigung von Garnen und Textilien, die 1527 zu einem ortsbezogenen herzoglichen Herstellungprivileg (Garnnahrung) führte, so begann ab Ende des 18. Jahrhunderts rasant die Industrialisierung in den benachbarten Wupperstädten Elberfeld und Barmen. Mitte des 19. Jahrhunderts waren Elberfeld und Barmen die höchstindustrialisierten Städte Deutschlands, die in ihrer wirtschaftlichen Bedeutung spätere Wirtschaftszentren wie Köln, Düsseldorf oder das Ruhrgebiet deutlich in den Schatten stellten. Barmer Artikel, wie die zahlreichen textilen Kurzwaren wie Bänder, Kordeln und Besätze genannt wurden, beherrschten den Weltmarkt und machten Barmen in zahlreichen Ländern der Erde bekannt.
Weitere Zweige waren die Garn- und Knopfherstellung, mechanische Webereien, Färbereien und die chemische Industrie: Das Unternehmen Bayer wurde hier am 1. August 1863 von Friedrich Bayer und Johann Friedrich Weskott gegründet. Als „Barmer Teppichfabrik Vorwerk & Co“ begann in Barmen die Geschichte des Unternehmens Vorwerk. International bedeutend war auch die Klavierfabrik Ibach.
Dem Wachsen der Wirtschaft folgte ein erheblicher Anstieg der Bevölkerung, deren Zuwachs vor allem aus der zugewanderten Arbeiterschaft bestand. Zwischen 1830 und 1885 vervierfachte sich die Einwohnerschaft und Barmen wuchs wie das benachbarte Elberfeld, das eine ähnliche Entwicklung nahm, zur Großstadt. Durch die sprunghafte Industrialisierung traten im „deutschen Manchester“, wie Barmen und Elberfeld in Bezug auf die britische Industriestadt auch genannt wurde, die sozialen Probleme des Pauperismus zuerst auf. Dem daraufhin entstehenden bürgerlichen Engagement gegen diese sozialen Verwerfungen entstammt auch der Barmer Textilfabrikantensohn Friedrich Engels, der, die Probleme aus erster Hand kennend, mit seinem Weggefährten Karl Marx die als Marxismus bezeichnete Gesellschafts- und Wirtschaftstheorie entwickelte.

### Gründung der Stadt Barmen

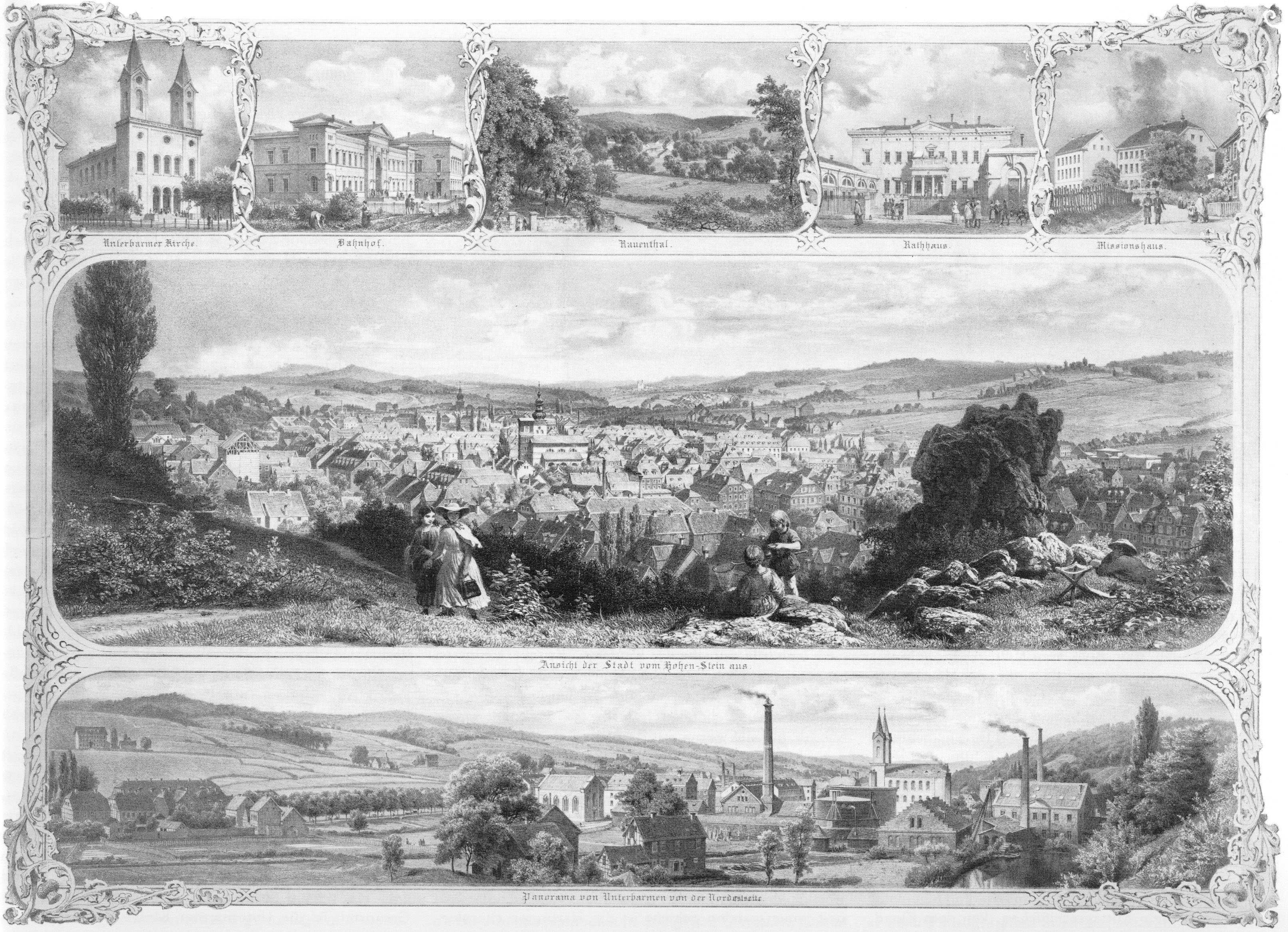
Barmen um 1855 (vom Hohenstein), Lithographie von Wilhelm Riefstahl

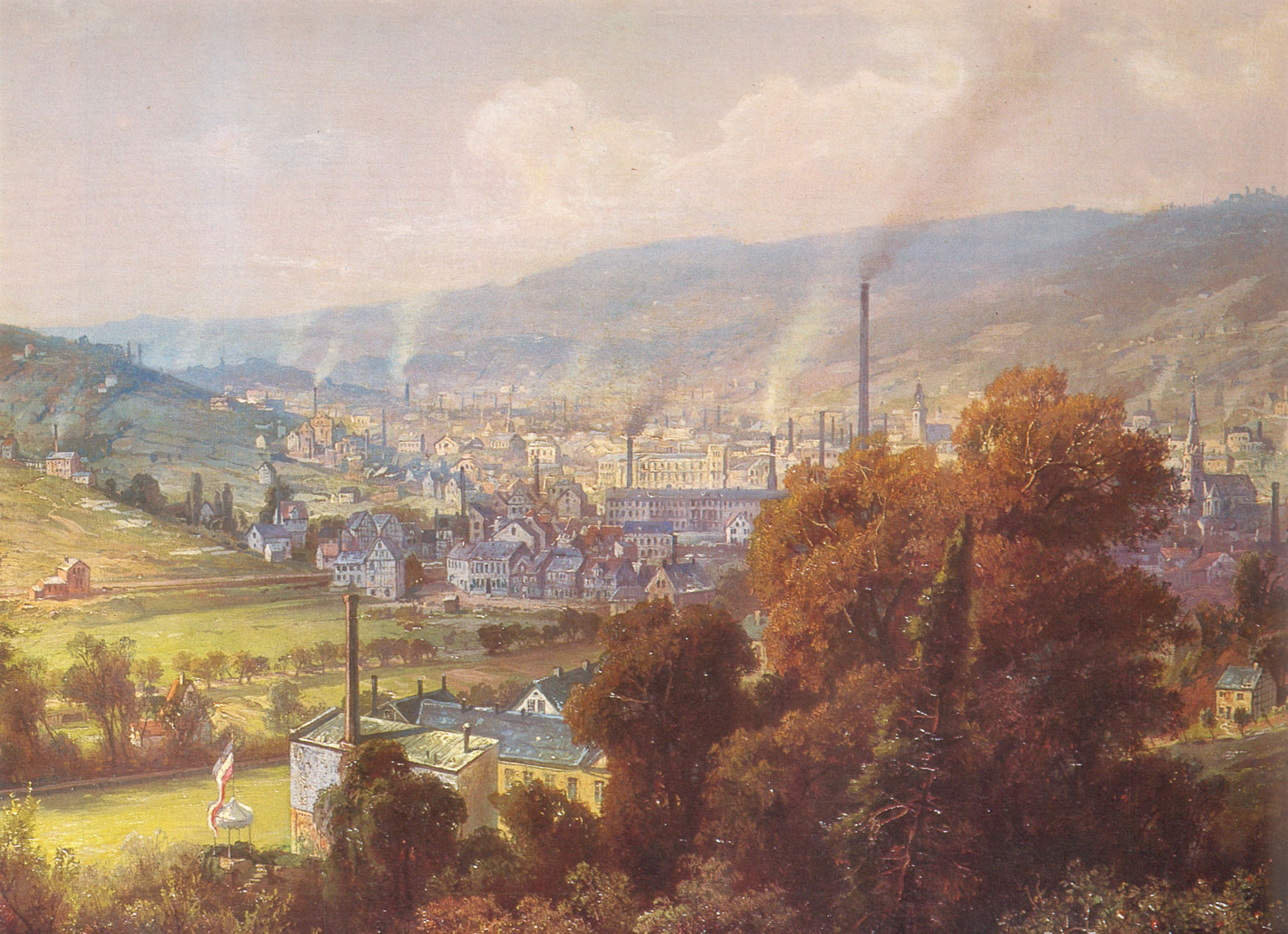
Das hochindustrialisierte Barmen um 1870, Gemälde von August von Wille (Ausschnitt)

Der Beginn des 19. Jahrhunderts brachte umfangreiche Veränderungen mit sich. Am 15. März 1806 trat König Maximilian I. Joseph von Bayern das ihm gehörende Herzogtum Berg aufgrund des Vertrags von Schönbrunn an Napoleon ab. Es wurde mit benachbarten Territorien und schon zuvor linksrheinischen französischen Besitzungen zum Großherzogtum Berg erhoben, einem französischen Satellitenstaat unter Napoleons Schwager Joachim Murat als neuer Herzog. Das Herzogtum wurde Mitglied im Rheinbund und trat aus dem Reichsgebiet aus. Wie in den linksrheinischen Gebieten schafften die Franzosen alle zum Teil noch aus dem Mittelalter stammenden Rechtsgrundlagen und Verwaltungsstrukturen ab und führten rasch eine neue Verwaltungsgliederung ein. Barmen wurde eine Mairie und gleichzeitig ein Kanton nach französischem Vorbild im Arrondissement Elberfeld im Département Rhein. Die Mairie bzw. der Kanton bestand aus dem Dorf Gemarke und allen Orten der Kirchspiele Oberbarmen und Unterbarmen mit zusammen 14.304 Einwohnern.
Am 3. Februar 1808 wurden unter französischer Herrschaft Barmen schließlich die Stadtrechte verliehen, wohlhabende Kaufleute und Fabrikanten bildeten ehrenamtlich den ersten Munizipalrat. Erster Maire unter französischer Oberaufsicht war Carl Bredt bis Juli 1808, gefolgt von Peter Keuchen bis April 1810, Carl Wilhelm Eller bis Oktober 1810 und Johann Wilhelm Wilkhaus bis Februar 1814. Wilkhaus‘ Nachfolger war sein Maire Adjunkt, der Fabrikant und Handelsherr Reinhard Theodor Wuppermann (1782–1858), bis Mitte 1814. Er legte sein Amt wenige Wochen nach dem Einmarsch der gegen Napoleon Verbündeten in Paris (6. April 1814) nieder. Der Code civil setzte am 1. Januar 1810 alle bisherigen Gesetze und Verordnungen, die teilweise noch auf traditionellen lokalen Gewohnheitsrechten aus dem Mittelalter bestanden, außer Kraft.
1813 zogen die Franzosen nach der Niederlage in der Völkerschlacht bei Leipzig aus dem Großherzogtum ab und es fiel ab Ende 1813 unter die provisorische Verwaltung durch Preußen im Generalgouvernement Berg. Mit Bildung der preußischen Provinz Jülich-Kleve-Berg wurde Barmen schließlich durch die Regelungen im Wiener Kongress zweihundert Jahre nach dem benachbarten Schwelm ebenfalls preußisch. Aus der Mairie Barmen wurde die preußische Bürgermeisterei Barmen, die zum neuen Kreis Elberfeld kam.

### Barmen um 1821
Laut einer Ortsbeschreibung besaß Barmen 1821 ein Friedensgericht, eine Empfangsstelle für direkte Steuern, zwei Postwärterämter, 1610 Wohnhäuser, 221 Fabrikgebäude, Mühlen und Magazine, 575 Ställe, Scheunen und Schuppen. 794 Taler an direkten Einnahmen und Gebühren (Stand- und Marktgelder, Mieteinnahmen) standen 7861 Taler an kommunalen Ausgaben entgegen. An direkten Steuern kamen weitere 30951 Taler in die Stadtkasse.
Die Wirtschaft gliederte sich 1821 in folgende Zweige: 38 Fabriken für Leinen-, Halbwoll-, Woll-, Baumwollbänder, Schnüre und Gurte, 26 Fabriken für Zeuge und Tücher aus Leinen, Baumwolle, und Halbbaumwolle, 11 Fabriken für Zwirnspitzen und Langetten, 17 Fabriken für Nähzwirn, 1 Fabrik für Zwilliche, 7 Fabriken für Seidentücher und -Bänder, 2 Fabriken für Reitpeitschen, 1 Fabrik für metallene plattierte Waren und Knöpfe, 4 Fabriken für chemische Erzeugnisse, 3 Seifensiedereien, 50 Bleichen, 50 Färbereien, 42 Metzgermeister, 80 Bäckermeister, 31 Bierbrauer, 27 Branntweinbrenner, 122 Krämer, 68 Schankwirte, 6 Sattlermeister, 139 Schuhmachermeister, 4 Zimmerermeister, 135 Tischler- und Schreinermeister, 15 Drechsler, 25 Böttchermeister, 3 Rademacher, 2 Seilermeister, 17 Schlossermeister, 7 Hufschmiedemeister, 4 Kupferschmiedemeister, 3 Gelb- und Rotgießmeister, 6 Klempnermeister, 22 Glasermeister, 58 Maurer- und Schieferdeckermeister, 2 Hutmachermeister, 2 Rietmachermeister, 145 Schneidermeister, 9 Uhrmacher, 8 Gold- und Silberarbeiter, 2 Buch- und 1 Steindruckerei, 6 Buchbindermeister, 12 Anstreicher und Lackierer, 19 Lohnkutscher und Pferdeverleiher, 2 Gasthöfe für Personen aus den gebildeten Ständen, 7 Gasthöfe mit Ausspannungen für Fuhrleute, 6 Krüge auf dem Land für Reisende aller Art.
Die Stadt Barmen (der Stadtbezirk Barmen) wurde 1834 in elf Sektionen eingeteilt:
| I. Section:    | Wülfing  |
| II. Section:   | Werth    |
| III. Section:  | Scheuren |
| IV. Section:   | Kuhle    |
| V. Section:    | Gemarke  |
| VI. Section:   | Gemarke  |
| VII. Section:  | Bruch    |
| VIII. Section: | Neuenweg |
| IX. Section:   | Dörnen   |
| X. Section:    | Haspel   |

Außerdem gehörten Bollwerk, Keuchensfeld, Kotzheid, Loh und Wupperfeld zum Stadtbezirk. Außerhalb des Stadtbezirks wurden die Ortschaften und Wohnplätze in der Außenbürgerschaft Barmen zusammengefasst.

### Entwicklung zur Großstadt

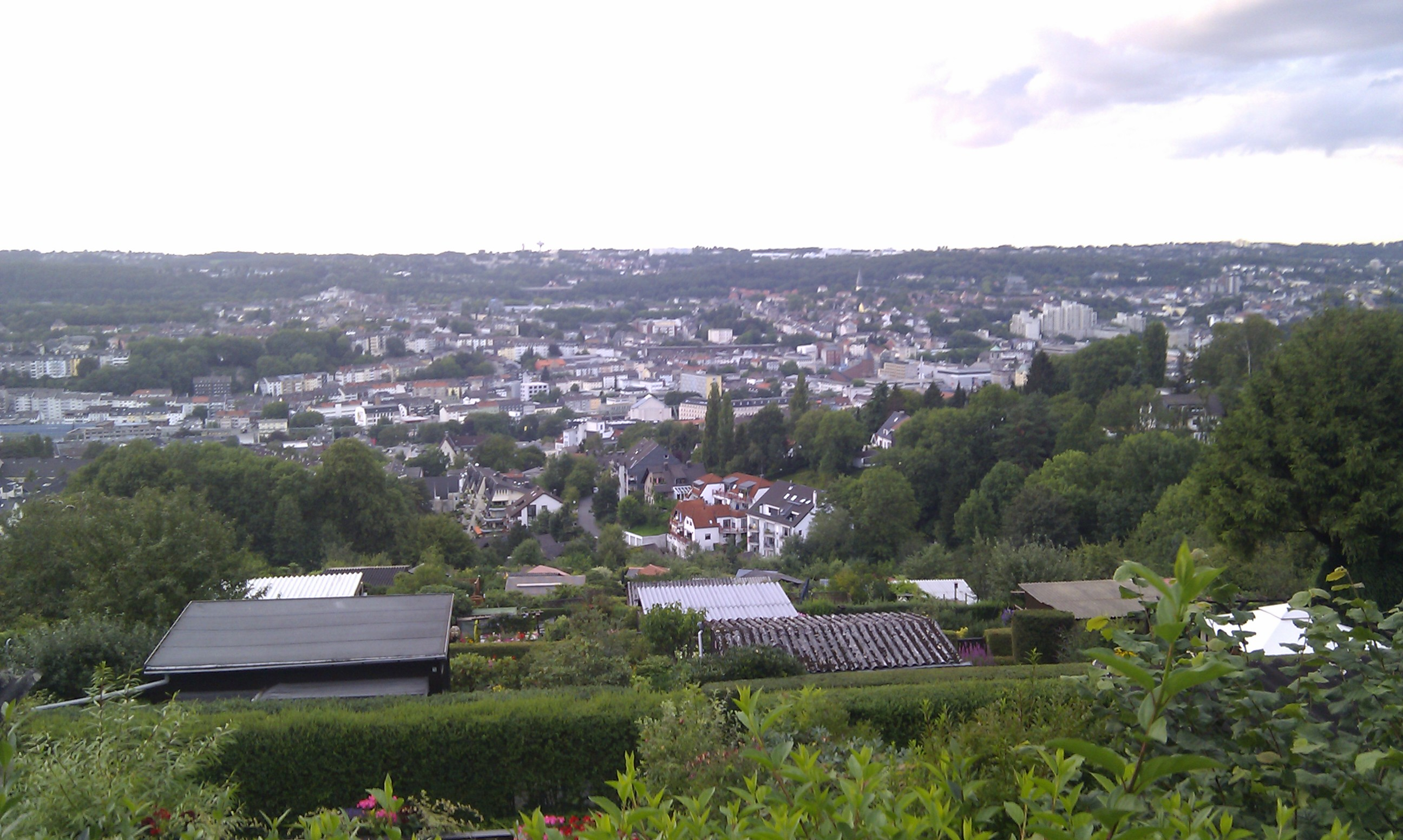
Blick von der Oberen Lichtenplatzer Straße auf das heutige Barmen

Am 1. Juni 1861 schied die Stadt Barmen aus dem Kreis Elberfeld aus und bildete einen eigenen Stadtkreis. 1863 war die Bevölkerung auf knapp 50.000 Einwohner angewachsen. Das Stadtgebiet wurde seinerzeit in Unter-, Mittel- (oder Gemarke) und Oberbarmen gegliedert, wobei Letzteres auch die alten Dörfer Wichlinghausen, Rittershausen und Heckinghausen umfasste, sowie der Landbezirk mit den Bezirken Aue, Bendahl, Kothen, Springen, Lichtenplatz, Heydt, Heckinghausen, Wichlinghausen, Schwarzbach, Dickerstraße, Westkotten, Hatzfeld, Leimbach, Karnap, Loh und Westen. Mit der industriellen Revolution wuchsen diese Gebiete zu einer Großstadt zusammen, die zum Zeitpunkt der Gründung Wuppertals über 180.000 Einwohner hatte.
1922 wurden Langerfeld mit 16.100 Einwohnern und Nächstebreck mit 3.500 Einwohnern in den Stadtkreis Barmen eingemeindet. Von 1926 bis 1945 gab es dort den Flugplatz Langerfeld des Flugpioniers Gottlob Espenlaub.

### Zusammenschluss zu Wuppertal
Durch das Gesetz über die kommunale Neugliederung des rheinisch-westfälischen Industriegebiets vom 29. Juli 1929 wurde Barmen zusammen mit den Städten Cronenberg, Elberfeld, Ronsdorf und Vohwinkel zunächst zu „Barmen-Elberfeld“ vereinigt. Noch im selben Jahr beschloss die Stadtverordnetenversammlung der neu gegründeten Gemeinde dem Preußischen Staatsministerium vorzuschlagen, die Stadt in „Wuppertal“ umzubenennen. Dem Vorschlag wurde im Januar 1930 stattgegeben.

### Barmer Bekenntnissynode
1934 wurde mit der ersten Barmer Bekenntnissynode vom 29. bis 31. Mai 1934 die Barmer Theologische Erklärung als das theologische Fundament der Bekennenden Kirche verabschiedet, um sich damit gegen die Einflussnahme der Nationalsozialisten auf die Kirche zu stellen.

### Bevölkerungsentwicklung

Einwohnerentwicklung von Barmen (grün) von 1591 bis 1928 im Vergleich zur Entwicklung von Elberfeld (rot) und Wuppertal (blau). Die Entwicklung von Barmen und Elberfeld verlief annähernd gleich. Siehe auch Einwohnerentwicklung von Wuppertal

Die folgende Übersicht zeigt die Einwohnerzahlen nach dem jeweiligen Gebietsstand. Bis 1810 handelt es sich meist um Schätzungen, danach um Volkszählungsergebnisse (¹) oder amtliche Fortschreibungen der jeweiligen Statistischen Ämter beziehungsweise der Stadtverwaltung selbst. Die Angaben beziehen sich ab 1871 auf die „Ortsanwesende Bevölkerung“ und 1925 auf die Wohnbevölkerung. Vor 1871 wurde die Einwohnerzahl nach uneinheitlichen Erhebungsverfahren ermittelt.

## Persönlichkeiten

### Oberbürgermeister
- 1855–1879: Wilhelm August Bredt
- 1879–1898: Friedrich Wilhelm Wegner
- 1898–1899: Gustav Brodzina
- 1899–1906: August Lentze, später DVP
- 1906–1912: Georg Voigt, NLP
- 1912–1929: Paul Hartmann, DDP, dann Oberbürgermeister von Barmen-Elberfeld beziehungsweise Wuppertal

### Ehrenbürger
- Otto von Bismarck

### Söhne und Töchter der ehemaligen Stadt

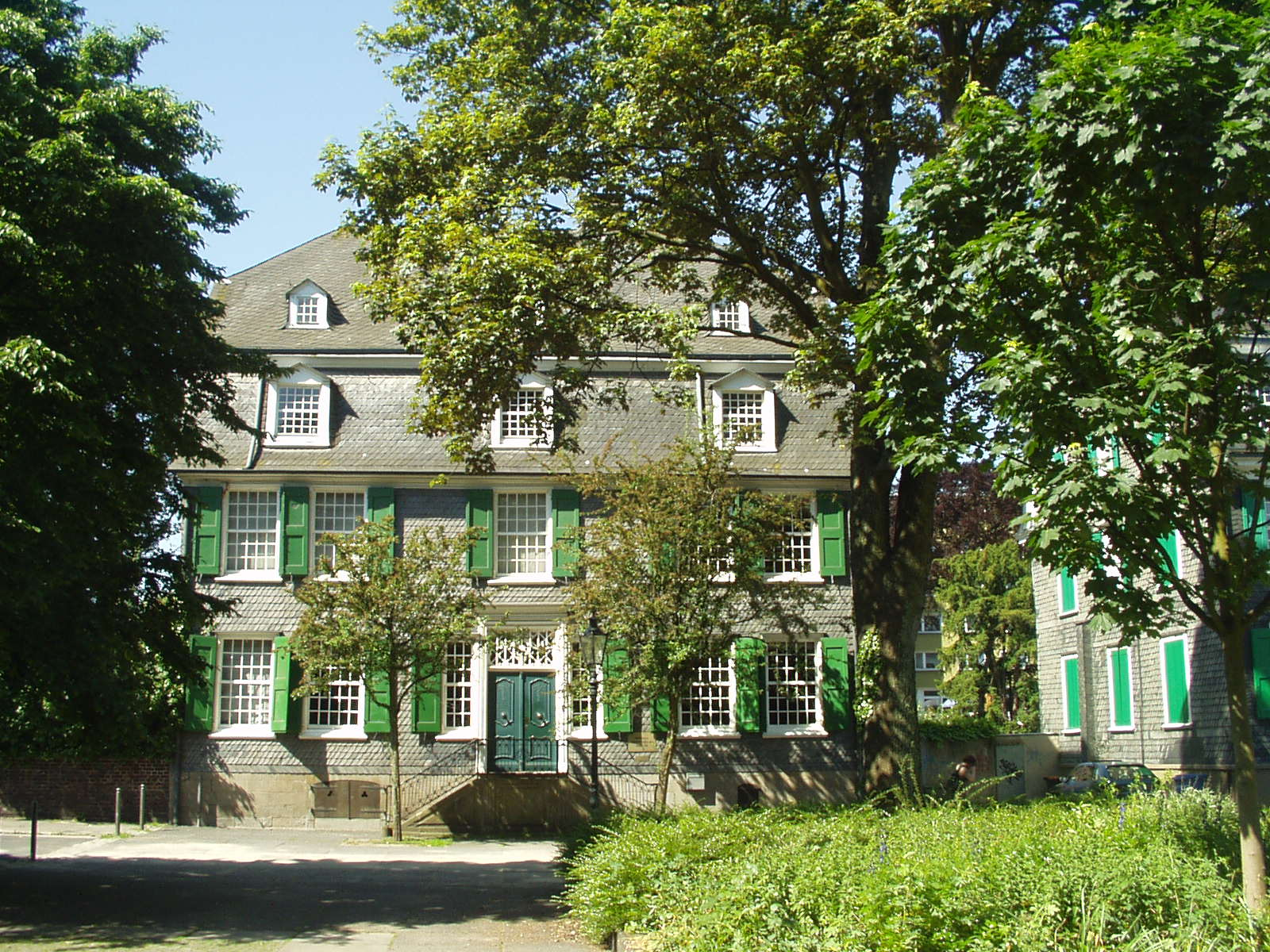
Engelshaus Barmen

siehe auch die ausführliche Liste von Söhnen und Töchtern der Stadt Wuppertal
- 1814, 30. Januar – Julius Erbslöh I.; † 2. Dezember 1880 in Barmen; Kaufmann, Fabrikant und Unternehmensgründer
- 1814, 13. Februar – Karl Otto Jakob Ewich; † 29. August 1894 in Köln; Arzt, Balneologe
- 1820, 28. November – Friedrich Engels; † 5. August 1895 in London; Politiker, Ökonom, Philosoph
- 1836, 13. Januar – Abraham Peter Carl Siebel; † 9. Mai 1868 in Barmen; Dichter
- 1837, 8. Dezember – Julius Kemna; † 8. Juni 1898 in Breslau; Industrieller
- 1842, 22. Dezember – Julius Erbslöh II.; † 31. März 1929 in Barmen; Fabrikant, Großkaufmann, Mäzen und Landtagsabgeordneter
- 1848, 6. Januar – Albert Erbslöh; † 2. März 1912 in Eisenach; Kommerzienrat, Brauereigründer
- 1852, 31. Mai – Julius Richard Petri; † 20. Dezember 1921 in Zeitz; Bakteriologe, Erfinder der Petrischale
- 1857, 17. Mai – Gustav Botz; † 6. April 1932 in Berlin; Schauspieler
- 1859, 1. Mai – Wilhelm Hammerschmidt; † 28. Juli 1924 in Münster, Politiker, Oberbürgermeister von Krefeld
- 1859, 17. Juni – Julius Kraut; † nach 1929, Porträtmaler
- 1861, 26. Februar – Wilhelm Cleff; † 25. August 1932 in Berlin; Berghauptmann
- 1861, 29. September – Friedrich Carl Duisberg; † 19. März 1935 in Leverkusen; Chemiker und Industrieller
- 1861, 21. Oktober – Fritz Klingholz; † 23. Januar 1921 in Berlin; Architekt
- 1862 Adolf Flöring; † 1924 in Wermelskirchen, Unternehmer in der Schuhindustrie
- 1864, 30. August – Hermann Josephson; † 2. Dezember 1949 in Detmold; evangelischer Pfarrer, Herausgeber und Schriftsteller
- 1866, 8. Februar – Henry Janssen; † 28. Januar 1948 in Wyomissing, USA; Textilmaschinen-Unternehmer
- 1866, 14. Februar – Ferdinand Thun; † 25. März 1949 in Wyomissing, USA, Textilmaschinen-Unternehmer
- 1866, 18. März – Wilhelm Langewiesche; † 9. Januar 1934 in Ebenhausen bei München; Verleger und Schriftsteller
- 1867, 4. März – Julius R. Haarhaus; † 19. August 1947 in Leipzig; Schriftsteller
- 1867, 29. Juni – Gustav Adolf Uthmann; † 22. Juni 1920 in Barmen; Komponist und Chorleiter
- 1868, 6. Dezember – Johannes Janssen; † 1. März 1951 in Wuppertal, Kaufmann, Politiker und Abgeordneter des Preußischen Landtages
- 1869, 6. Dezember – Rudolf Herzog; † 3. Februar 1943 in Rheinbreitbach; Schriftsteller, Journalist, Dichter und Erzähler
- 1871, 25. April – August Mittelsten Scheid; † 25. Februar 1955 in Wuppertal; Unternehmer
- 1871, 15. Oktober – Carl Höhmann; Medaillenstecher mit Sitz in Brüssel
- 1872, 21. September – Rudolf Schnütgen; † 2. Mai 1945 in Gorow; Architekt, Bauunternehmer und Gutsbesitzer
- 1875, 17. Juni – Julius Kraut; † nach 1929; Porträtmaler
- 1875, 3. Juli – Ferdinand Sauerbruch; † 2. Juli 1951 in Berlin; Chirurg
- 1876, 29. Mai – Wilhelm Kleinmann; † 16. August 1945; Staatssekretär im Reichsverkehrsministerium und SA-Gruppenführer
- 1876, 29. Juli – Adeline Rittershaus-Bjarnason; † 6. September 1924 in Berlin; Philologin
- 1879, 2. März – Johann Viktor Bredt; † 12. Dezember 1940 in Marburg, Staatsrechtler, Politiker, Reichstagsabgeordneter
- 1882, 2. September – Max Bockmühl; † 5. Januar 1949, Chemiker
- 1886, 18. September – Kurt Middendorf; † 29. April 1975 in Wuppertal; Opernsänger und Schauspieler
- 1887, 3. Oktober – Rudolf Hermann; † 10. Juni 1962 in Berlin, evangelischer Theologe, Religionsphilosoph und Hochschullehrer
- 1888, 6. Februar – Werner Möller; † 11. Januar 1919 in Berlin, Dichter, Mordopfer der Novemberrevolution 1919
- 1889, 7. Juni – Adolf Löhr, Todesdatum nicht ermittelt, Schriftsteller
- 1889, 29. Oktober – Albert Hillebrand; † 10. März 1960 in Münster, Oberbürgermeister in Münster
- 1890, 25. Juni – Else Brökelschen; † 22. Oktober 1976, Politikerin (DVP, CDU), MdB, MdL (Preußen)
- 1890, 27. Dezember – Hermann Barnikol; † 1952, evangelischer Theologe, Pfarrer in Jülich
- 1891, 14. Oktober – Hubert Pfeiffer; † 25. Dezember 1932, Organist, Pianist und Komponist
- 1892, 21. März – Ernst Barnikol; † 4. Mai 1968 in Halle/Saale, evangelischer Theologe, Kirchenhistoriker
- 1893, 24. März – Karl Haberland; † 3. April 1978, Politiker (SPD), Oberbürgermeister von Solingen
- 1894, 29. Juli – Wilhelm Philipps; † 13. Februar 1971, Offizier, zuletzt Generalleutnant im Zweiten Weltkrieg
- 1895, 11. Februar – Erna Rüppel; † 28. Juni 1970, deutsche Kinderärztin und Holocaust-Überlebende
- 1895, 11. August – Erich Pack, † 23. Juli 1958 in Gundelsheim, Bürgermeister der Stadt Göppingen
- 1896, 5. April – Robert Tillmanns; † 12. November 1955 in Berlin, Politiker (CDU), MdB, Bundesminister für besondere Aufgaben
- 1896, 12. August – Otto Haußleiter; † ?, Staatswissenschaftler und Verwaltungsbeamter
- 1897, 2. Januar – Alfred Dobbert; † 19. November 1975 in Wuppertal, Politiker (SPD), Reichstagsabgeordneter
- 1897, 5. Februar – Martin Blank; † 11. März 1972 in Bremen, Politiker, MdB 1949–1957
- 1897, 29. August – Friedrich-Wilhelm Müller; † 20. Mai 1947 als Kriegsverbrecher in Athen hingerichtet, General der Infanterie und Festungskommandant Kreta
- 1897, 5. September – Lis Bertram-Ehmsen; † 13. März 1986 in Berlin, Malerin und Grafikerin der Verschollenen Generation und Salonniere in der DDR
- 1899, 27. März – Otto Frowein; † 31. Dezember 1945, Politiker (NSDAP)
- 1900, 5. Dezember – Erich Krewet; † 1972, kommunistischer Funktionär und Widerstandskämpfer
- 1900, 11. Oktober – Erich Paats; † 14. Dezember 1949 in Hannover, Politiker (KPD)
- 1901, 22. Februar – Hans Schaarwächter; † 12. Februar 1984 in Köln, Journalist und Schriftsteller
- 1902, 4. Mai – Cläre Quast; † 26. April 1984 in Ost-Berlin, Widerstandskämpferin und Gewerkschafterin
- 1902, 9. September – Arnold Strauss; † 6. November 1965 in Norfolk (Virginia), Pathologe und Kunstsammler
- 1903, 27. Februar, Helmuth Conradi, † 24. Dezember 1973 in Seeshaupt, Oberbayern, Architekt
- 1905, 21. Oktober – Ingeborg Seynsche; † 27. Juni 1994 in Göttingen, Mathematikerin
- 1906 – Kurt Lehmann; † 1987 in Wuppertal, Seemann, kommunistischer Funktionär und Widerstandskämpfer gegen den Nationalsozialismus.
- 1906, 6. März – Otto Osthoff; † 1. April 1957 in Frankfurt am Main, Schauspieler und Herausgeber von Zeitschriften
- 1908, 29. Januar – Grete Heublein; † 2. März 1997 in Barmen, Leichtathletin und Olympiateilnehmerin
- 1908, 5. April – Helmut Koch; † 26. Januar 1975 in Berlin, Dirigent und Chorleiter
- 1908, 27. Oktober – Liselotte Schaak, Schauspielerin
- 1909, 16. April – Karlheinz Idelberger; † 29. Mai 2003 in Kaarst, Mediziner
- 1909, 2. Juni – Rudolf Bergmann; † unbekannt, Staatsbeamter und SS-Obersturmbannführer im Reichssicherheitshauptamt (RSHA)
- 1909, 5. September – Martin Simon; † 31. August 1942 bei Rschew (Sowjetunion), Schriftsteller
- 1909, 28. September Joachim Erbslöh; † 13. Juni 2006 in Bad Oldesloe, Mediziner
- 1909, 22. November – Walter Gorrish; † 19. Januar 1981 in Berlin, Schriftsteller
- 1910, 25. Mai – Will Torger; † 22. Juni 1984 in Bremen, Maler
- 1911, 28. Februar – Eduard Hegel; † 23. November 2005 in Bonn, katholischer Theologe und Kirchenhistoriker
- 1914, 22. August – Franz Orgler; † 13. Januar 2015 in Båstad/Schweden, Leichtathlet
- 1914, 22. September – Kurt Hackenberg; † 1981 in Köln, Politiker
- 1914, 12. Dezember – Bernd Klug; † 15. Juni 1976, Marineoffizier, Schiffskommandant, Flottillenadmiral der Bundesmarine
- 1917, 10. Mai – Kurt Brand; † 8. November 1991, Science-Fiction-Autor
- 1919, 17. Mai – Else Harney; † 22. April 1984 in Klotten, Kunsthandwerkerin
- 1923, 6. Oktober – Heino Heiden; † 23. Juni 2013, deutsch-kanadischer Balletttänzer und Choreograf
- 1923, 8. November – Hans Willi Thoenes; † 6. April 2006, Ingenieur, Chemiker und Umweltexperte
- 1925, 18. August – Wolfgang Hütt; † 14. Januar 2019 in Halle (Saale), Kunsthistoriker und Autor
- 1927, 25. April – Siegfried Palm; † 6. Juni 2005 in Frechen, Cellist
- 1928, 3. Juli – Winfried Pesch; † 17. Juni 2006 in Wuppertal, Kirchenmusikdirektor

## Die Stadt als Namensgeber von Unternehmen
Einige Unternehmen verwenden den Namen dieser Stadt, darunter
- der Barmer Bankverein
- die Barmer Ersatzkasse (Barmer)
- die Barmenia Versicherungen